# 百家奴
百家奴（13世纪—1311年），蒙古扎剌儿氏，元朝将领，唆都之子。
1268年,随从元帅阿术攻襄阳，为管军总把。1274年，为知印，从伯颜攻鄂州、黄州，围江州（今江西省九江市），下建康，至临安（今浙江省杭州市），晋升为进义校尉。1276年，率领新附军守镇江。后下扬州，从元帅阿术大败宋将李庭芝、姜才。担任武略将军、管军总管，承袭父职，担任郢州复州招讨使，建康安抚使。至福州，攻潮州，平定广东。因功，官至管军万户，正奉大夫、海外诸蕃宣慰使、福建道长官司宣慰使都元帅。1285年，从镇南王脱欢征交趾，水陆转战，有战功。1290年，担任建康路总管。1307年，元武宗即位，为镇江路总管。病逝。

## 延伸阅读
[在维基数据编辑]
 《新元史/卷180》，出自柯劭忞《新元史》